# Tadarida trevori
Tadarida trevori — вид кажанів родини молосових.

## Середовище проживання
Країни поширення: Центрально-Африканська Республіка, Демократична Республіка Конго, Кот-д'Івуар, Гана, Гвінея, Нігерія, Судан, Уганда. Цей вид був записаний з низовинних лісах.

## Стиль життя
Колонії спочивають у дуплах дерев.